# 吳懷晨
吳懷晨（1977年—），台灣作家，現任臺北藝術大學人文學院教授。著有散文集《浪人之歌》、詩集《神熵之島》等，開創了台灣的「衝浪文學」。

## 生平經歷
吳懷晨畢業於國立台灣大學哲學系、國立政治大學哲學研究所。曾於屏東衝浪旅居，著作《浪人之歌》、《浪人吟》的「浪」即為「衝浪」之意。
曾擔任兩屆台東詩歌節策展人。2022年，擔任美國德克薩斯大學奧斯汀分校訪問學者；2023年，擔任新加坡南洋理工大學駐校作家。同年，受邀參與新加坡作家節，同屆還有吳明益等台灣作家參與。

## 文字風格
對於吳懷晨的第一本詩集《浪人吟》，鄭愁予認為「這是知性境界高層次的詩集」，而《台灣新文學史》作者陳芳明則稱其是「罕見的知性詩人」。第二本詩集《渴飲光流》引用改寫魯迅、陳映真、曹開、丁窈窕、江炳興、許立志等歷史人物，詩人向陽認為吳懷晨的詩不乏激情、狂歌、魔幻、晦澀的語言，但都建構在冷鬱的知性之上。香港詩人廖偉棠表示《渴飲光流》「應是這兩年台灣出版的最重要詩集之一」，其重要性既在其直面白色恐怖的主題，也在於其組詩長詩合一、抒情與省思開合有度的形式。青年詩人曹馭博指出，《渴飲光流》雜揉了神話與現實，創造出一種隱密卻又激情的衝突；體例則類似於洛夫的《石室之死亡》，都並非是純然的線性閱讀。

## 出版著作
吳懷晨的著作包含散文、現代詩、哲學論著、翻譯等。曾以詩集《浪人吟》詩作獲得第四十七屆吳濁流文學獎新詩獎，以詩集《渴飲光流》獲得第四十七屆金鼎獎，散文集獲得第二十五屆開卷年度好書獎。

### 散文集
- 《浪人之歌》（木馬文化，2013 ISBN 9789865829582）

### 詩集
- 《浪人吟：吳懷晨詩集》（木馬文化，2015 ISBN 9789863591870）
- 《渴飲光流》（麥田出版，2020 ISBN 9789863447511）
- 《神熵之島》（聯經出版，2024 ISBN 9789863877134）

### 學術論述
- 《奧賾論理：跨文化哲學研究》（文史哲，2016 ISBN 9789863142935）
- 《主體與愛慾：現當代華文作品論述》（文史哲，2016 ISBN 9789863142942）

### 翻譯
- 巴塔耶，《愛神之淚：從洞穴壁畫、宗教場面到凌遲酷刑，法國情色論大師巴塔耶分析「極限、踰越」影像的顛峰之作》（麥田出版，2020 ISBN 9789863447238）